# Кабо-Верде на летних Олимпийских играх 2004
Кабо-Верде принимала участие в Летних Олимпийских играх 2004 года в Афинах (Греция) в третий раз за свою историю, но не завоевала ни одной медали.

## Состав олимпийской сборной Кабо-Верде

### Лёгкая атлетика
Спортсменов — 1
Мужчины
| Спортсмен               | Дисциплина | Финал     | Финал |
| Спортсмен               | Дисциплина | Результат | Место |
| ----------------------- | ---------- | --------- | ----- |
| Антонио Карлос Зеферино | марафон    | 2:36,22   | 78    |